# Миядзаки, Аои
Аои Миядзаки  (яп. 宮崎 あおい Миядзаки Аои, род. 30 ноября 1985 года в Токио) — японская актриса и модель.

## Биография
Аои Миядзаки попала шоу-бизнес в четыре года. Как и большинство подопечных агентств талантов, она начинала свою карьеру с участия в рекламе и с эпизодических ролей в сериалах.
В 14 лет Миядзаки дебютировала на большом экране в фильме «Ano Natsu no Hi» («Один летний день»). А спустя несколько лет к ней пришла настоящая известность благодаря ролям в драмах «Эврика» (картина участвовала в конкурсной программе Каннского кинофестиваля) и «Вредное насекомое», за которые актриса получила свои первые кинонаграды.
В 2005 году Аои досталась одна из двух главных ролей в экранизации популярной манги Ай Ядзавы «Nana».
В 2007 году Миядзаки вышла замуж за актёра Сосукэ Такаока, с которым была вместе с 15 лет. В 2011 году пара развелась. В декабре 2017 вышла замуж во-второй раз за участника группы V6 Дзюнити Окада.
В 2008 году Аои получила главную роль в историческом сериале «Atsu-hime» телеканала NHK. Сериал получил высокие зрительские рейтинги и принёс Миядзаки звание «Лучшей актрисы» от Японской телевизионной академии.

## Аои о себе
Актерское мастерство стало частью моей жизни еще до того, как я смогла это осознать, такое странное чувство. Наверное, все бы сложилось по-другому, если бы начала актерскую карьеру в зрелом возрасте. 
Есть люди, которым я действительно нужна, и это очень волнующе. 
В процессе съемки, когда я использую весь предыдущий жизненный опыт, и снова и снова раскрываюсь, рождаются прекрасные моменты, постепенно сокращая мою реальную жизнь, и если благодаря этому получится замечательный фильм, то я не против. 
Наши души сталкиваются и мы чувствуем этот толчок, и в момент соединения, как мне кажется, люди на съемочной площадке тоже это понимают. 
Моя идеальная игра, несомненно, содержит такие моменты.

## Благотворительная деятельность
Миядзаки увлекается фотографией. Её любимая камера — Nikon Fm3A Body Silver. Актриса выпустила несколько фотобуков, последние из которых посвящены проблемам нищеты в Индии («Tarinai Peace», 2006) и глобального потепления («Love.Peace & Green Tarinai Peace 2», 2007). В 2008 году Аои также участвовала в мероприятии по сбору средств для детей больных раком.

## Фильмография
- Гнев (2016)
- Если кошки исчезнут во всём мире (2016)
- Северные канарейки (2012)
- История моей матери (2011)
- Соланин (2010)
- The Summit: A Chronicle Of Stones to Serenity (2009)
- Парни с латунными кастетами (2009)
- Дети тьмы (2008)
- Цветы в тени (2008)
- Кровавый змей под Солнцем (2007)
- Грустные каникулы (2007)
- Первый снег (2007)
- Tokyo Tower Okan to Boku to, Tokidoki Oton (2007)
- Я просто люблю тебя (2006)
- Первая любовь (2006)
- Беседы у моря (2006)
- Нана (2005)
- Боже, боже, почему ты оставил меня? (2005)
- Все о моей собаке (2005)
- Синестезия (2005)
- Амаретто (2004)
- Мотив (2004)
- Синий автомобиль (2004)
- Любимое оружие (2004)
- Lovers' Kiss (2003)
- Tomie Saishusho (2002)
- Pakodate-jin (2002)
- Вредное насекомое (2002)
- Эврика (2000)
- Swing Man (2000)
- Ano Natsu no Hi (1999)

## Дорамы
- Atsu-hime (NHK, 2008)
- Чистое сердце (NHK, 2006)
- Chichi no Umi, Boku no Sora (NTV, 2004)
- Riyu (WOWOW, 2004)
- Нечто важное для мага (NHK, 2004)
- Shiawase No Shippo (TBS, 2002)
- Ao to Shiro de Mizuiro (NTV, 2001)
- Fure Fure Jinsei (YTV, 2001)
- R-17 (TV Asahi, 2001)
- Kabushiki Gaisha o-daiba.com (株式会社o-daiba.com) (Fuji TV, 2001)
- Himitsu Kurabu o-daiba.com (秘密倶楽部o-daiba.com) (Fuji TV, 2000—2001)
- Hatachi no Kekkon (TBS, 2000)
- Genroku Ryoran